# Гвинея
Вижте пояснителната страница за други значения на Гвинея.
Република Гвинея (на френски: République de Guinée) е държава в Западна Африка. Граничи на север със Сенегал, на север и североизток – с Мали, на изток – с Кот д'Ивоар, на юг – с Либерия, на югозапад – със Сиера Леоне, на северозапад – с Гвинея-Бисау. На запад има излаз на Атлантическия океан. Столицата на Гвинея е Конакри.

## Етимология
Произходът на топонима „Гвинея“ не е окончателно установен. Според Евгений Поспелов, съветско-руски географ, вероятна е хипотезата, че топонимът е изкривяване на берберската дума iguawen („тъпа“), тъй като берберските племена така нарекли южните си съседи, които не разбирали берберския език. От XIV век името се появява на европейските карти под формата на Ganua, Ginya, а от XV век – Гвинея.

## История
Думата „гвинея“ е от берберски произход и означава общност на чернокожи суданци.
- ХV век територията на Гвинея влиза в състава на държавите Гана и Мали;
- ХVI в. – португалски мореплаватели описват крайбрежието;
- 1725 г. – създава се военно-феодална държава от племето фулбе;
- 1896 г. – френски войски завземат цялата територия на Гвинея;
- 1904 г. – страната влиза в състава на Френска Западна Африка;
- 2 октомври 1958 г. – провъзгласяване на независимостта на Гвинея след проведен референдум. Президент на страната става Ахмед Секу Туре. След неговата смърт през 1984 г. властта преминава в ръцете на Военния комитет за национално възраждане. Президент на страната става неговият ръководител – полковник Лансана Конте.

## География
Повече от половината от страната е заета от ниски планини и плата. Атлантическото крайбрежие е силно вдлъбнато от речните устия и е заето от алувиално-морската низина с широчина 30 – 50 km. По-нататък платото Фута-Ялон се издига на стъпки, разделени на отделни масиви с височина до 1538 m (връх Тамж). Зад него, в източната част на страната, има издигната прослойна равнина, на юг от която се издига Северно-Гвинейската височина, преминаваща в сутеренно плато (≈800 м) и блокира високопланински връх (връх Нимба – най-високата точка на страната с височина 1752 m).
Най-важните минерали на Гвинея са бокситите, по запасите на които страната заема първо място в света. Добиват се също злато, диаманти, руди от черни и цветни метали, циркон, рутил, моназит.
Климатът е субекваториален с ясно изразено редуване на сухи и влажни сезони. Мокрото лято продължава от 3 – 5 месеца на североизток до 7 – 10 месеца в южната част на страната. Температурата на въздуха на брега (≈27 ° C) е по-висока, отколкото във вътрешността (≈24 ° C) на страната, с изключение на периодите на суша, когато вятърът от Харматан, който духа от Сахара, повишава температурата на въздуха до 38 ° C.
Гъстата и висоководна речна мрежа на Гвинея е представена от реки, които текат от плато към източната равнина и се вливат там в Нигер, а реки, които текат от същото плато директно в Атлантическия океан. Реките са плаващи само в малки, главно естуарни райони.
Горите заемат около 60% от територията на страната, но по-голямата част от тях са представени от вторични, рядко широколистни дървета. Коренните влажни вечнозелени гори оцеляват само по наветрените склонове на Северно-Гвинейското високопланинско пространство. Долините на реките са разпокъсани на речни долини. Мангровите места растат частично по крайбрежието.

## Административно деление
Гвинея е разделена на 8 региона, като всеки от регионите се поделя на префектури. Префектурите са общо 34.

## Държавно устройство
Гвинея е президентска република. Държавният и правителственият глава е президентът, избран с народен вот. Законодателен орган в Гвинея е еднокамарен парламент, съставен от 114 народни представители, избирани за срок от 5 години.

## Природа
Три големи реки в Западна Африка извират от Гвинея, от областта Фута Джалон-Нигер, Гамбия и Сенегал.

## Население
Населението се състои от няколко етнически групи, като 3 са основните. В областта Фута Джалон преобладават фулбе, които са приблизително 40% от общото население на страната; в северната част живеят малинке – 30% от населението; други големи етнически групи са: киси, кпеле, сусу – 20%.

## Религия
Религиозна структура на страната през 2010 г:
- ислям – 84,4%
- католицизъм – 7,5%
- протестантство – 3,4%
- племенна религия – 2,7%
- атеизъм – 1,8%
- други – 0,2%.

## Икономика
Около 80% от приходите на Гвинея са от износ на боксит (близо една трета от световните запаси) и желязна руда. Диамантите и златото също осигуряват печалби на страната. Интерес към минералните богатства на страната проявяват канадски и китайски компании. Под линията на бедността обаче продължават да живеят 47% от населението, а средното дневно възнаграждение варира между 17 000 и 25 000 гвинейски франка, което се равнява на около 2 евро. Гвинея полага усилия в привличането на чужди инвестиции и провежда активна борба с корупцията, но зле развитата инфраструктура продължава да е спънка за инвеститорите. Земеделието също заема голям дял в икономиката, като 76% от работната ръка е заето в тази област. Климатът и почвите благоприятстват отглеждането на различни видове култури, като основните са ориз, кафе, палмови ядки, ананаси, касава и други. Основни вносни суровини са петрол, метали и зърнени храни. Най-големите търговски партньори на Гвинея са Южна Корея, Русия, Украйна, Китай, САЩ и Испания.

## Здравоопазване
Гвинея е реорганизирала своята здравна система от инициативата в Бамако от 1987 г. – формално рекламират базирани в общности методи на увеличаване на достъпността до лекарства и услугите за здравоопазването до населението частично покрай прилагане на потребителски такси.
Новата стратегия драматично увеличава достъпа през базирана в общност реформа в здравеопазването, като резултатът е бил по-ефективно и справедливо условие на услугите. Изчерпателният подход бил разширен във всички области на здравеопазването, с последващо подобрение на индикаторите за здравеопазване и подобрение на ефективността на здравоопазването и цената.
Общественото здравоопазване на Гвинея е дефинирано от Закон номер 9 на 19 юни 1997 г.

## Култура
Съпоставена с другите западни африкански страни, Гвинея е богата на музикални традиции. Джаз групата Бамбея става популярна през 1960-те след Гвинейската независимост. Живеещият във Ванкувър китарист Алфа Яя Дяло е родом от Гвинея и ползва традиционни ритми и мелодии в композициите си, с които печели две Джуно награди.
- atlas Guinea
- Dame de Mali
- Chute de Tabouna à Kindia
- Chute de Saala Labé
- Chimpanzé de Bossou
- Plage sur les Ile de Loos

## Спорт
Главният и водещ спорт в Гвинея е футболът и въпреки че националният отбор по футбол никога не е участвал в Световното първенство, изгледал е осем финала в Купа на африканските нации. Били са втори през 1976 г. и са достигнали до четвърт финалите през 2004 и 2006 г. Настоящият треньор на националния тим е Ноузарет.
Плуването е популярно край столицата.

## Транспорт
Железницата, която свързва Конакри с Бамако вече е изоставена. През 2006 г. всички пътуват в страната с автомобили. Има въздушна линия, но само международна. Повечето превозни средства в Гвинея са на около 20 години. Такситата в Гвинея са най-често с 4 врати. Собственикът на таксито може да го даде и под наем. Местните жители без превозни средства разчитат само на тези таксита или на автобуси, които ги возят из града и из провинцията. Използват се и коне и магарета, предназначени за теглене на каруци, обаче това се използва главно за транспортиране строителни материали.